# Гигантская ласточка
Гигантская ласточка  (лат. Cecropis senegalensis) — вид птиц семейства ласточковых, который обитает и размножается в тропической Африке, но наиболее распространён на её западе. Она не мигрирует, но до некоторой степени следует за дождями.

## Систематика
В 1760 году французский зоолог Матюрен Жак Бриссон включил в свою Ornithologie описание гигантской ласточки, основанное на образце, найденном в Сенегале. Он использовал французское название L’hirondelle du Sénégal и латинское Hirundo Senegalensis. Хотя Бриссон придумал латинские имена, они не следуют биномиальной системе и не признаются Международной комиссией по зоологической номенклатуре. Когда в 1766 году Карл Линней обновил для двенадцатого издания свою Systema Naturae, он добавил 240 видов, которые ранее были описаны Бриссоном. Одним из них была гигантская ласточка. Линней включил краткое описание и использовал придуманное Бриссоном латинское имя для своего биномиального имени Hirundo senegalensis.
Молекулярные исследования показали, что ранее относимые к роду Hirundo гигантская ласточка и родственные ей виды являются отдельной кладой, и теперь их относят к роду Cecropis, который был введён немецким зоологом Фридрихом Бойе в 1826 году.
Существуют три признаваемых подвида:
- C. s. senegalensis (Linnaeus, 1766) — южная Мавритания, Сенегал, и Гамбия на востоке до юго-западного Судана
- C. s. saturatior (Bannerman, 1923) — западная Африка от южной Ганы на востоке до Эфиопии и северной Кении
- C. s. monteiri (Hartlaub, 1862) — Ангола и южная Демократическая Республика Конго до южной Кении и на юг до северо-восточной Южной Африки

## Описание
Гигантская ласточка — самый крупный и тяжёлый вид африканской ласточки и походит на большую рыжепоясничную ласточку. Верх головы, спина и хвост имеют блестяще тёмно-синий цвет, а со сторон головы образуется белёсое ожерелье. Задняя часть тела тёмно-рыжего цвета, а горло и верхняя часть груди бледно рыжего, который книзу изменяется до тёмно-рыжего. Очень бледная внутренняя сторона крыла контрастирует с тёмным лётным оперением. Самки похожи на самцов, но имеют более короткий хвост. Юнцы имеют более коричневый цвет. Гигантские ласточки достигают 21—23 см в длину.

## Распространение и среда обитания
Гигантская ласточка распространена от южной Мавритании и Сенегала на востоке до западного Южного Судана и на юг до Намибии, северной Ботсваны, Зимбабве, Мозамбика и северо-восточной Южной Африки.
В южной Африке гигантская ласточка обитает в лесистой местности, предпочитая густые широколистные леса с Мопане (Colosphermum mopane), но также миомбо (виды Brachystegia), с разбросанными баобабами (Adansonia digitata) и свинцовыми деревьями (Combretum imberbe). В западной Африке она предпочитает открытые места обитания, такие как лесные поляны и саванна, также вокруг деревень и городов.

## Поведение и экология
Гигантская ласточка питается летающими насекомыми, такими как муравьи, крылатые особи термитов и мухи, обычно на высоте 2—30 метров над землёй. Её привлекают случаи выхода наружу термитов и лесные пожары, и тогда ласточки собираются в стаи до 30 особей. Полёт ласточки медленный, напоминающий соколиный, она часто планирует в воздухе, и часто кормится высоко над сенью деревьев, подобно другим ласточкам и стрижам.
Гигантская ласточка гнездится в одиночестве, либо небольшими группами. Гнездо сделано из грязевых шариков с вплетением травы и перьев. Гнездо по форме напоминает тыкву и имет длинный, прикреплённый сбоку входной тоннель. Грездо часто расположено в расщелине в дереве, очень часто в баобабе, но также под ветвями деревьев, на зданиях или дорожных дренажных трубах. Они размножаются круглогодично, с пиком активности размножения в августе-апреле. В кладке 2—4 яйца.